# Gisela van Lotharingen
Gisela van Lotharingen, ook wel Gisela van Nijvel (waarschijnlijk tussen 860 en 865 - tussen 21 juni en 26 oktober 907), was een dochter van de Karolingische koning Lotharius II en zijn favoriete vrouw Waldrada.
Haar vader en moeder kregen vier kinderen. Behalve Gisela ook Hugo, hertog van de Elzas, Bertha en Ermengarde. Aangezien Lotharius er voor de kerk niet in slaagde te scheiden van zijn vrouw Theutberga werden Gisela, haar broer en haar zusters nooit officieel erkend.
Zij trouwde rond 882 met Godfried de Noorman, die reeds drie jaar later in mei 885 bij Spijk werd vermoord.
Na de dood van haar echtgenoot werd zij in een klooster in veiligheid gebracht. Later werd zij abdis van de abdij van Nijvel en de abdij van Fosses.

## Voorouders
| Voorouders van Gisela van Lotharingen | Voorouders van Gisela van Lotharingen                             | Voorouders van Gisela van Lotharingen                             | Voorouders van Gisela van Lotharingen                       | Voorouders van Gisela van Lotharingen                       | Voorouders van Gisela van Lotharingen                       | Voorouders van Gisela van Lotharingen                       | Voorouders van Gisela van Lotharingen                       | Voorouders van Gisela van Lotharingen                       |
| ------------------------------------- | ----------------------------------------------------------------- | ----------------------------------------------------------------- | ----------------------------------------------------------- | ----------------------------------------------------------- | ----------------------------------------------------------- | ----------------------------------------------------------- | ----------------------------------------------------------- | ----------------------------------------------------------- |
| Overgrootouders                       | Lodewijk de Vrome (778-840) ∞ Ermengarde van Haspengouw (778-818) | Lodewijk de Vrome (778-840) ∞ Ermengarde van Haspengouw (778-818) | Hugo van Tours (775-837) ∞ Ava van Morvois (-)              | Hugo van Tours (775-837) ∞ Ava van Morvois (-)              | ? (–) ∞ ? (-)                                               | ? (–) ∞ ? (-)                                               | ? (–) ∞ ? (-)                                               | ? (–) ∞ ? (-)                                               |
| Grootouders                           | Lotharius I (795-855) ∞ Irmgard (805-851)                         | Lotharius I (795-855) ∞ Irmgard (805-851)                         | Lotharius I (795-855) ∞ Irmgard (805-851)                   | Lotharius I (795-855) ∞ Irmgard (805-851)                   | ? (-) ∞ ? (-)                                               | ? (-) ∞ ? (-)                                               | ? (-) ∞ ? (-)                                               | ? (-) ∞ ? (-)                                               |
| Ouders                                | Lotharius II (835-869) ∞ Waldrada van Lotharingen (840-869)       | Lotharius II (835-869) ∞ Waldrada van Lotharingen (840-869)       | Lotharius II (835-869) ∞ Waldrada van Lotharingen (840-869) | Lotharius II (835-869) ∞ Waldrada van Lotharingen (840-869) | Lotharius II (835-869) ∞ Waldrada van Lotharingen (840-869) | Lotharius II (835-869) ∞ Waldrada van Lotharingen (840-869) | Lotharius II (835-869) ∞ Waldrada van Lotharingen (840-869) | Lotharius II (835-869) ∞ Waldrada van Lotharingen (840-869) |
| Gisela van Lotharingen (860-907)      |                                                                   |                                                                   |                                                             |                                                             |                                                             |                                                             |                                                             |                                                             |